# Перлис Опен
Перлис Опен (англ. Perlis Open) — шоссейная многодневная велогонка, проходящая в Малайзии. Входит в календарь Азиатского тура UCI.

## История
Впервые прошла в 2001 году и на протяжении двух лет входила в международный календарь UCI с категорией 2.5. Маршрут обоих гонок состоял из трёх этапов — группового, индивидуального и критериума.
Затем последовал трёхлетний перерыв, а затем проведение в рамках национального календаря. В 2009 году гонка прошла в рамках календаря UCI Asia Tour с категорией 2.2, она также состояла из трёх этапов, все они были в виде групповых гонок. 
Все гонки проходили в районе города Кангар, расположенного в штате Перлис.

## Призёры
| Год                      | Победитель              | Второй           | Третий                    |
| ------------------------ | ----------------------- | ---------------- | ------------------------- |
| 2001                     | Кристьян Сноррассон     | Тонтон Сусанто   | Макото Иидзима            |
| 2002                     | Жамсрангийн Улзий-Орших | Сергей Деревянов | Мохамед Разали Шахрулнеза |
| 2003-2005 не проводилась |                         |                  |                           |
| 2006                     |                         |                  |                           |
| 2007                     |                         |                  |                           |
| 2008                     |                         |                  |                           |
| 2009                     | Ануар Манан             | Нгуен Хунг Мэй   | Абдельмалек Мадани        |
| 2010-2011 не проводилась |                         |                  |                           |
| 2012                     |                         |                  |                           |